# Schürstabhaus

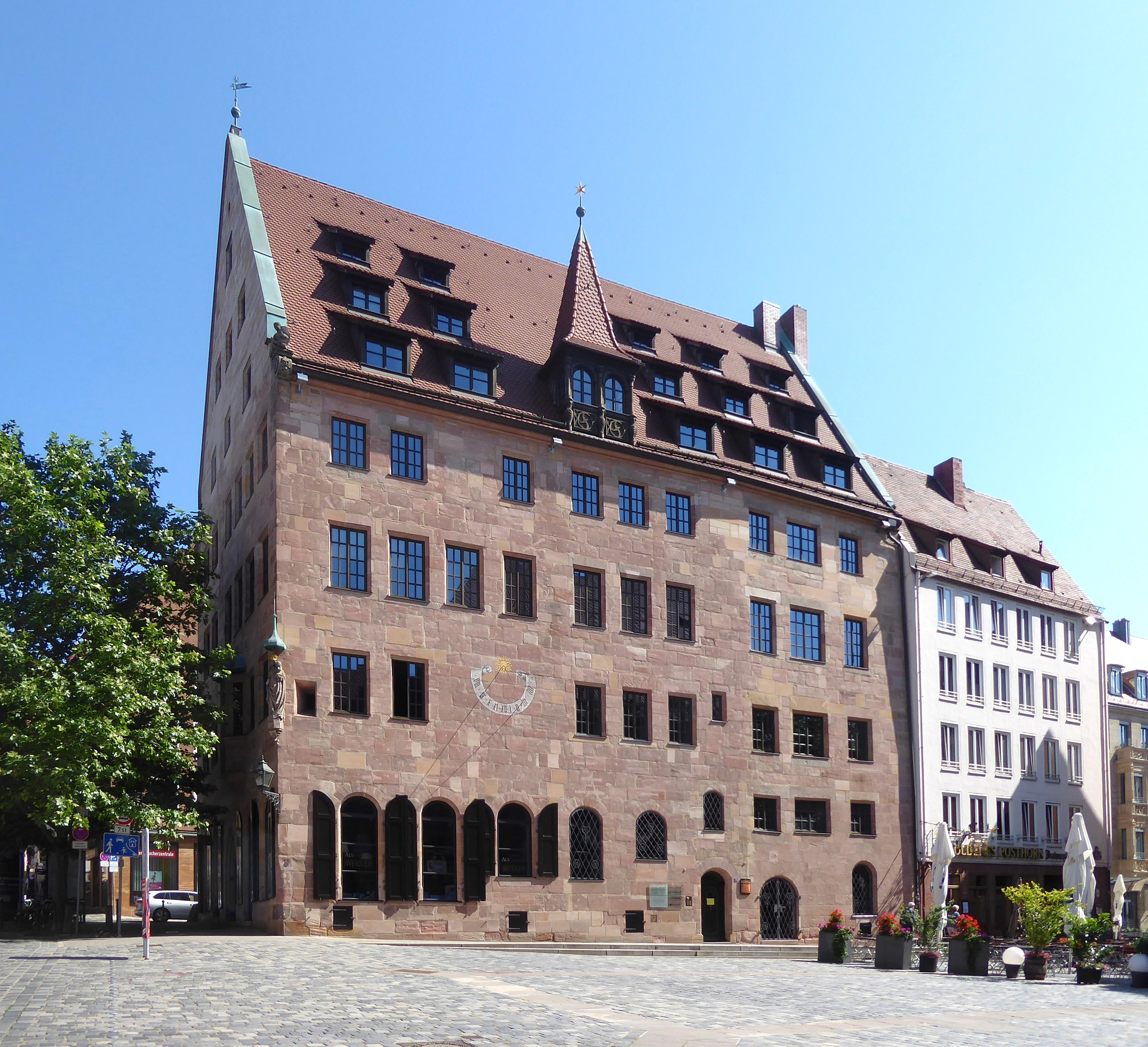
Das Schürstabhaus in Nürnberg

Das Schürstabhaus ist ein Patrizierhaus in Nürnberg.
Es gehört zu den wichtigsten Baudenkmälern der Nürnberger Altstadt und ist eine Station der Historischen Meile Nürnberg.

## Lage
Das Schürstabhaus steht in der Sebalder Altstadt, nördlich des Sebalder Platzes sowie östlich des Albrecht-Dürer-Platzes, etwas erhöht gegenüber der Sebalduskirche.
Früher stand direkt vor dem Haus die gotische Moritzkapelle, die am 3. Oktober 1944 durch Bombentreffer völlig zerstört wurde.

## Geschichte

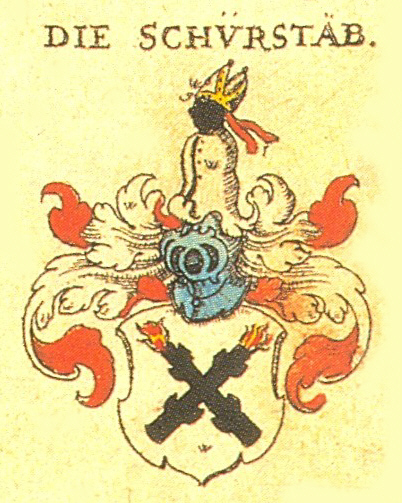
Wappen der Patrizierfamilie Schürstab

Im 12. Jahrhundert wurden an dieser Stelle zwei einzelne Häuser errichtet, die erst später zu einem Haus zusammengefasst wurden. Bis 1328 waren die Besitzer „Unholder Ministeriale“, 1328–1478 gehörte das Haus der ab dem 13. Jahrhundert in Nürnberg nachweisbaren Familie Schürstab und 1390 und 1406 (durch Erhart d. Ä. Schürstab) erfolgten erste Umbauten. In den Jahren 1482/83 wurden die beiden Häuser durch den neuen Besitzer Carl Schwerzer zusammengelegt und eine Hauskapelle eingebaut. 1508–1518 gehörte das Gebäude dem Ratsherrn Anton Tetzel und 1645–1791 der Juristenfamilie Fetzer (Ratskonsulenten). Änderungen erfolgten auch in den folgenden Jahrhunderten, doch wurde das Haus zunehmend vernachlässigt.
1943 wurde der Dachstuhl bei einem Bombenangriff zerstört und später nur durch ein Notdach ersetzt.
Erst 1995–97 wurde das Haus vollständig wiederhergestellt. Während der Renovierung erhielt es den (nicht historischen) Namen „Schürstabhaus“.

## Das Gebäude
Das 4- bis 5-stöckige Patrizierhaus besitzt ein niedriges, spitzbogiges Portal an der Westseite. An der unterschiedlichen Geschosszahl sind die zwei ursprünglich getrennten Häuser erkennbar. Das Gebäude hat ein dreigeschossiges Dach, auf dem ein nürnbergischer, geschnitzter Dacherker mit Spitzhelm sitzt. Es enthält einige Besonderheiten: die eingewölbte Hauskapelle (Sternrippengewölbe) im Erdgeschoss, die gegen 1620 eingebaute Treppe mit nachgotischen Brüstungen und eine Sonnenuhr auf der Südseite. Am südwestlichen Hauseck ist eine auf 1482 datierte, gotische „Maria mit dem Kinde“ angebracht, das Original steht im Germanischen Nationalmuseum. Der Sandsteinerker an der Westseite wurde erst 1995–97 hinzugefügt, nach einem im Krieg zerstörten Vorbild in der Nachbarschaft.